# セビリア大聖堂
セビリア大聖堂（セビリアだいせいどう、Catedral de Sevilla）は、スペイン・アンダルシア州セビリア県セビリアにある大聖堂（司教座聖堂）。

## 概要
スペイン最大の規模を持つ大聖堂であり「世界3位の大きさの大聖堂」と紹介されることがある。
イスラム教のモスク跡地に建てられたため、平面構成は十字になっておらずキリスト教の聖堂としては異色である。隣接するヒラルダの塔は、かつてモスクの尖塔（ミナレット）だった。聖堂内部にもモスクの名残がいくつか見られる。例えば、免罪の門から入った場合は教会に入る前に中庭が存在するといったところである。
クリストファー・コロンブスの墓がある。

## 歴史
1248年、セビリアはカスティーリャ王国に征服された。レコンキスタ（再キリスト教化運動）の一環でセビリアの大モスクはカトリック大聖堂に転換された。
1401年、建物の老朽化が顕著になったため、全面的な建て替えが開始された。大モスクは解体されたが、基礎は新大聖堂に再利用された。1528年、セビリア大聖堂は概ね完成した。

## 世界遺産
1987年、セビリア大聖堂は「セビリアの大聖堂、アルカサル、インディアス古文書館」の一部としてユネスコの世界遺産に登録された。

### 登録基準
この世界遺産は世界遺産登録基準のうち、以下の条件を満たし、登録された（以下の基準は世界遺産センター公表の登録基準からの翻訳、引用である）。
- (1) 人類の創造的才能を表現する傑作。
- (2) ある期間を通じてまたはある文化圏において、建築、技術、記念碑的芸術、都市計画、景観デザインの発展に関し、人類の価値の重要な交流を示すもの。
- (3) 現存するまたは消滅した文化的伝統または文明の、唯一のまたは少なくとも稀な証拠。
- (6) 顕著で普遍的な意義を有する出来事、現存する伝統、思想、信仰または芸術的、文学的作品と直接にまたは明白に関連するもの（この基準は他の基準と組み合わせて用いるのが望ましいと世界遺産委員会は考えている）。

## ヒラルダの塔
ヒラルダの塔はミナレットとして12世紀末に建設され、16世紀になって鐘楼として転用された。高さは95.5メートルあり、アレクサンドリアの大灯台を模した細長い四角柱の上に八角柱が乗り、最上部に円柱状の構造物が付いた形式となっている。1504年に発生したセビリア大地震の際に、カトリックの殉教者聖ユスタと聖ルフィーナの姉妹が現れて塔の崩壊を防いだという伝説があり、17世紀にムリーリョやゴヤ、スルバランなどによって画題として用いられ、ヒラルダの塔は世界的に知られるところとなった。聖ユスタと聖ルフィーナはリスボン大地震の被害を最小限に抑えたとも信じられており、セビリア大聖堂の守護聖人となっている。

## ギャラリー

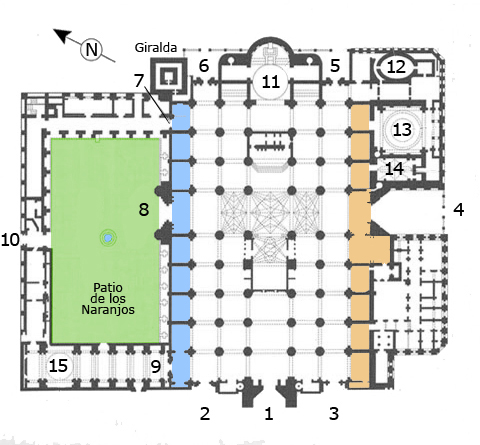
平面図
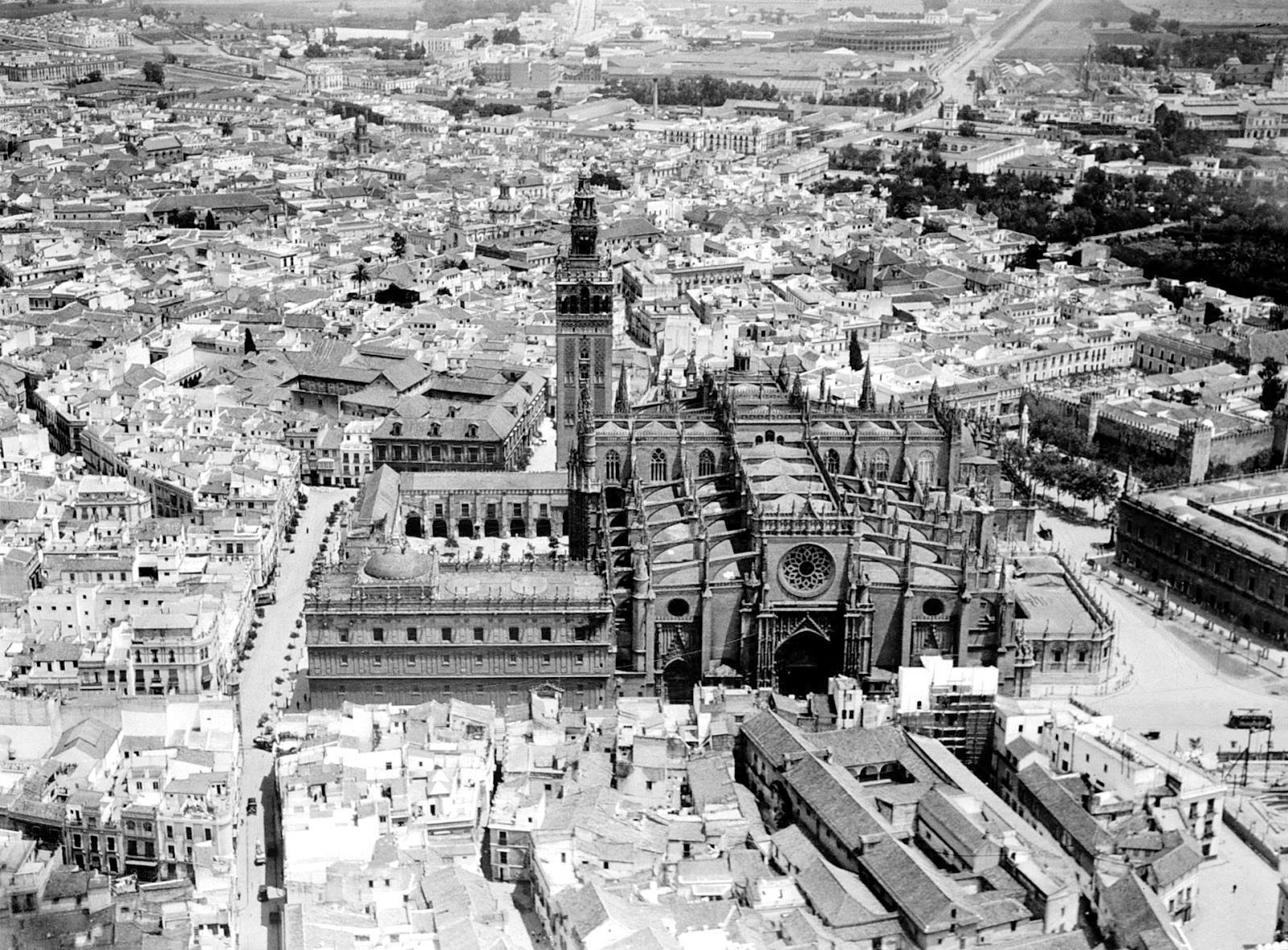
鳥瞰（1927年）
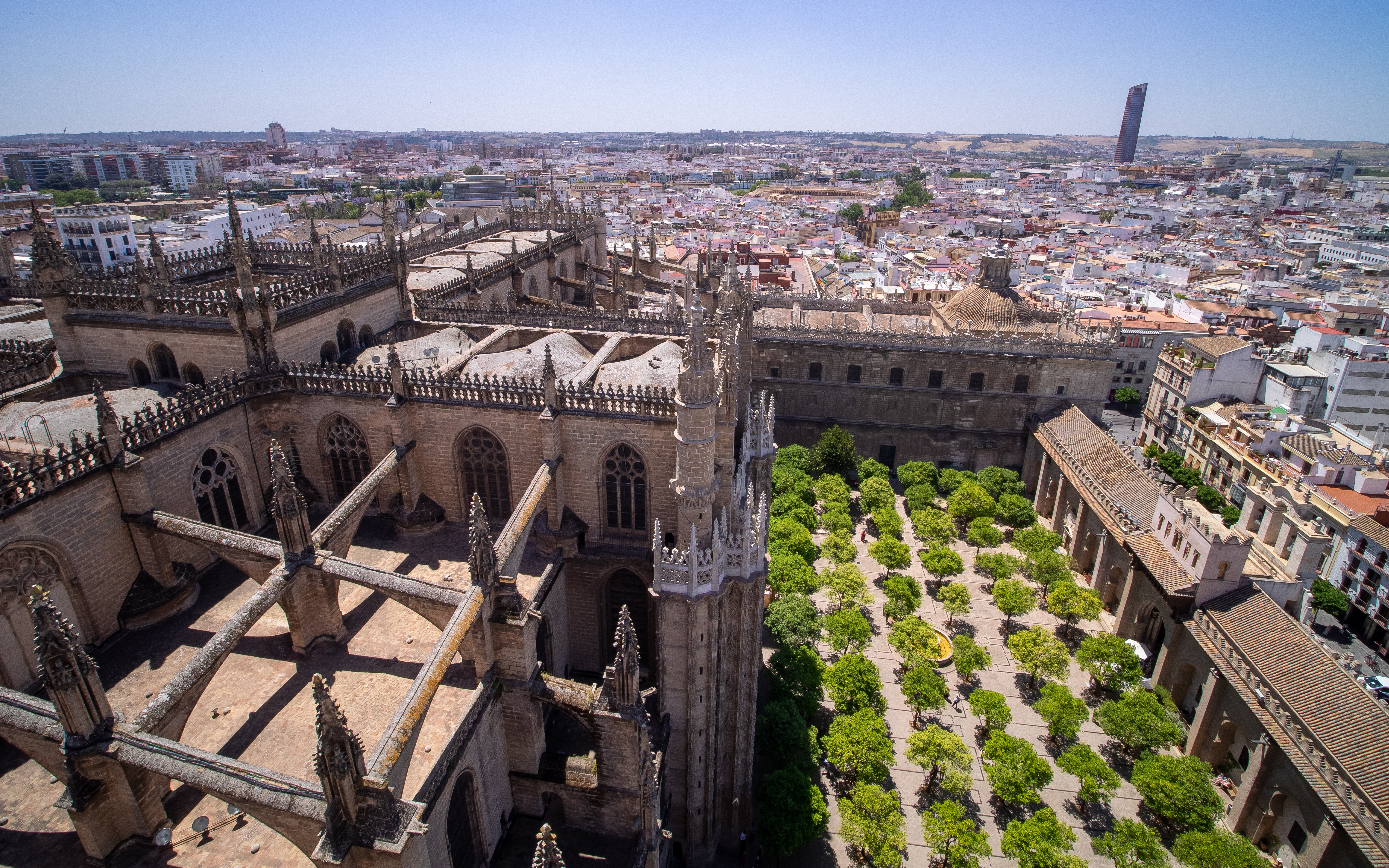
中庭
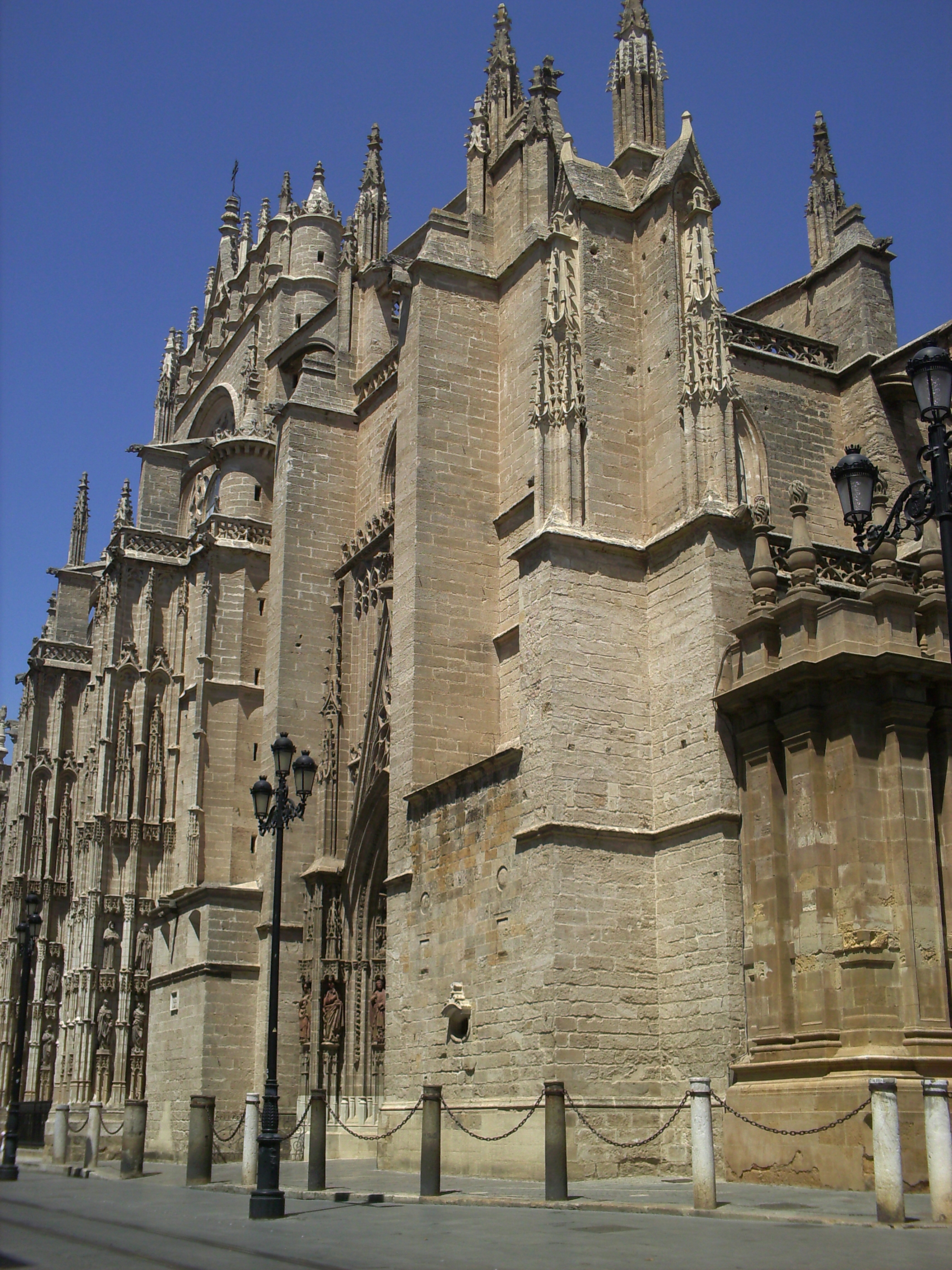
西ファサード
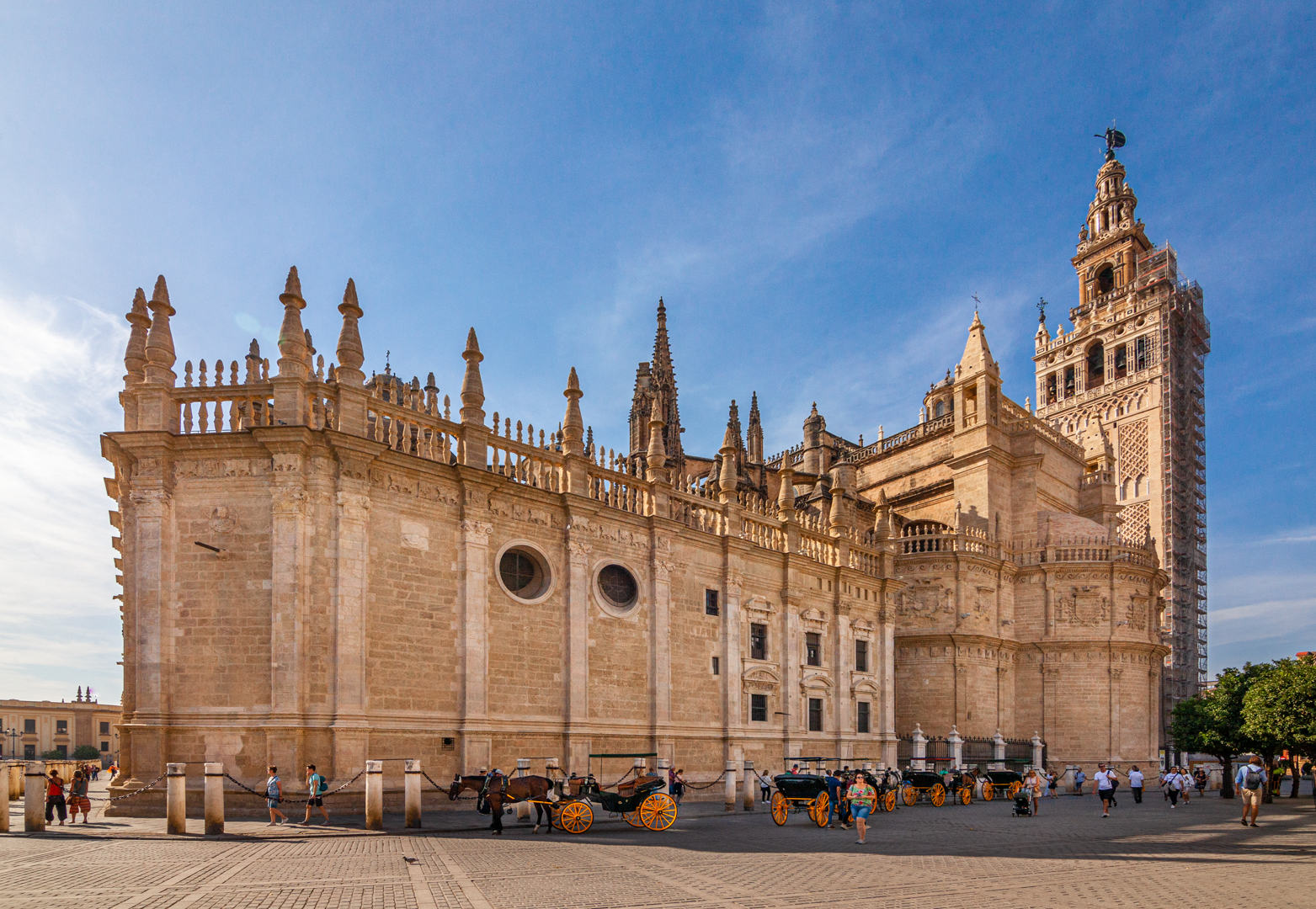
東面 ヒラルダの塔
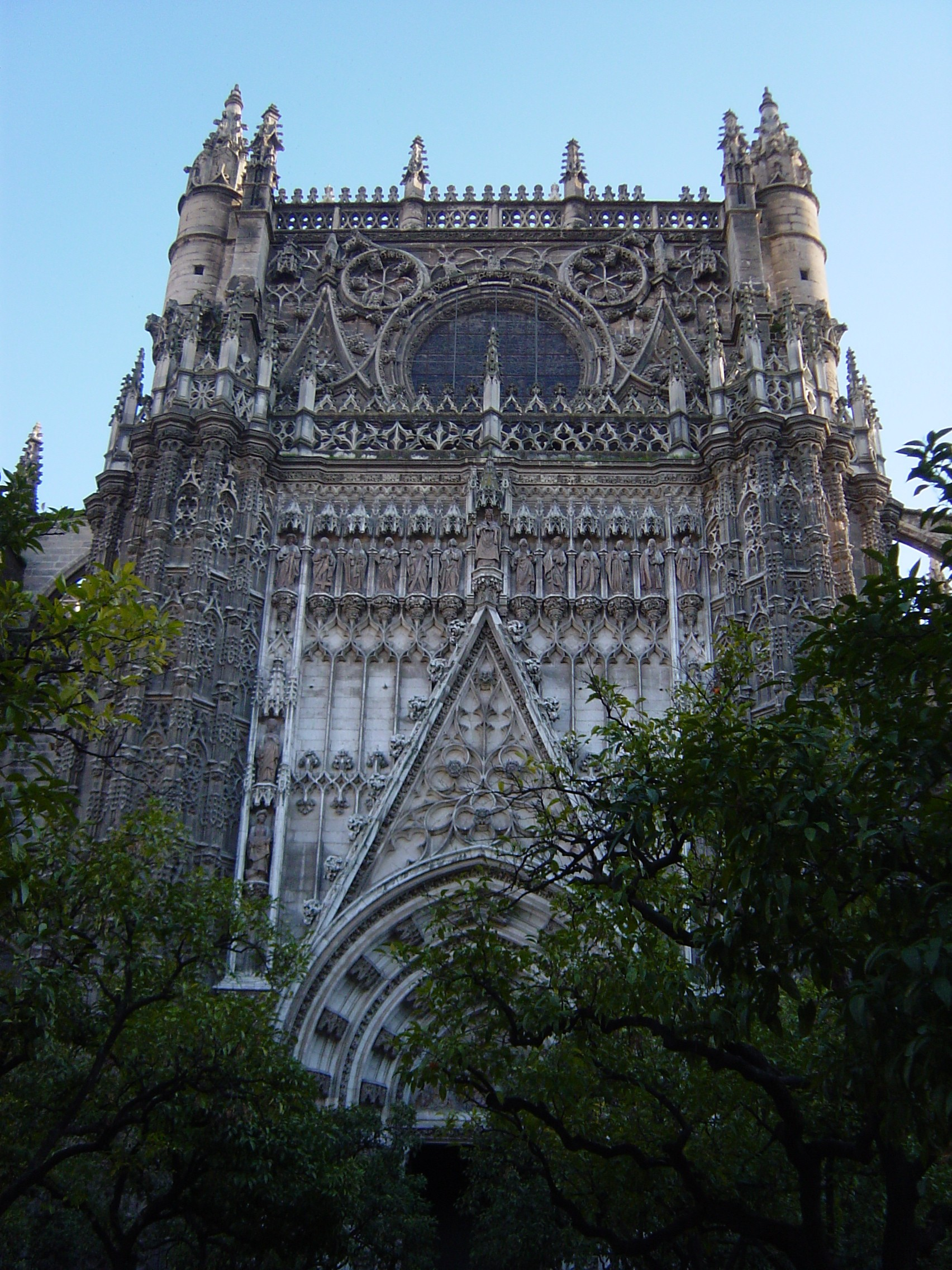
北面
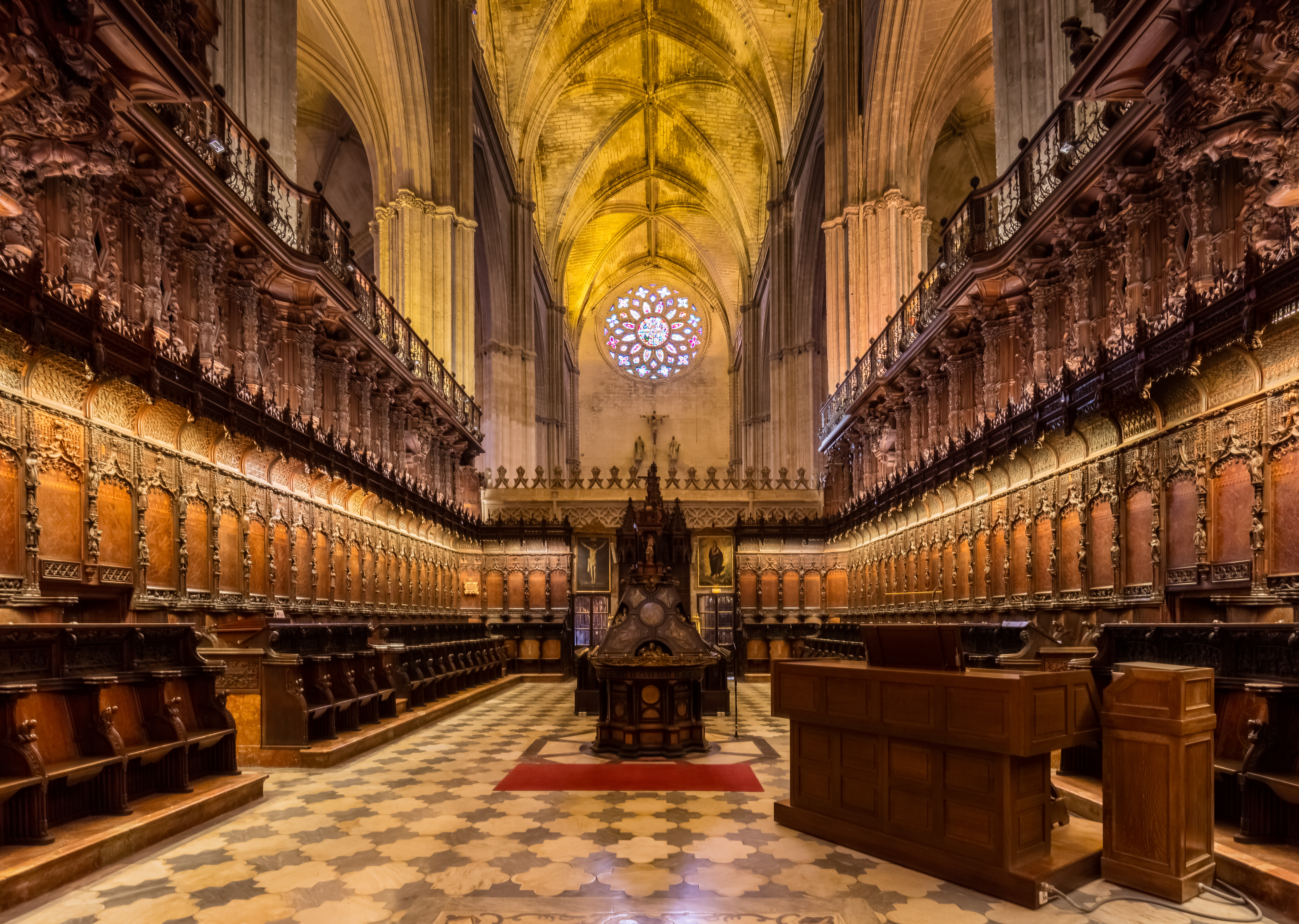
内陣
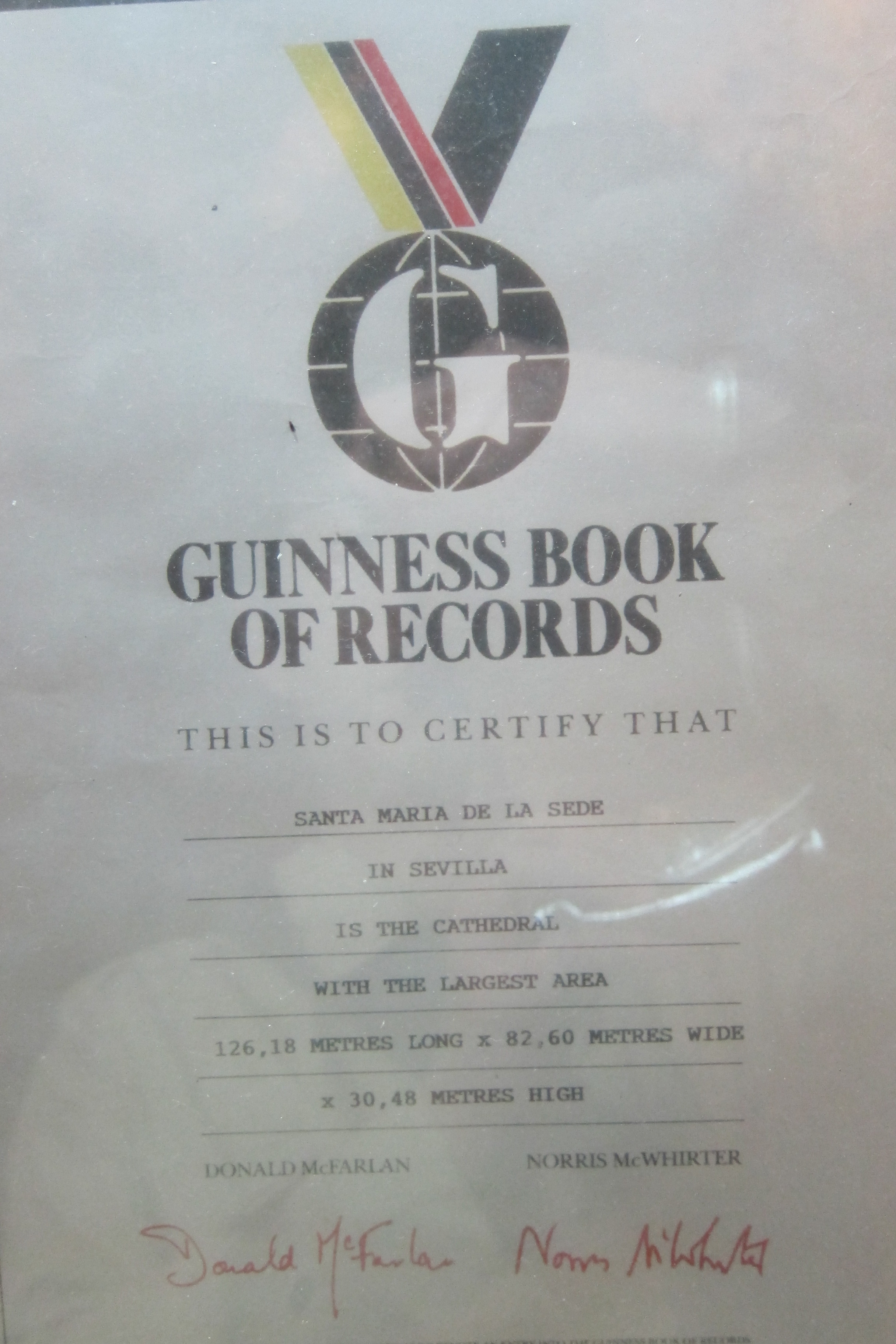
ギネスブックの認定証
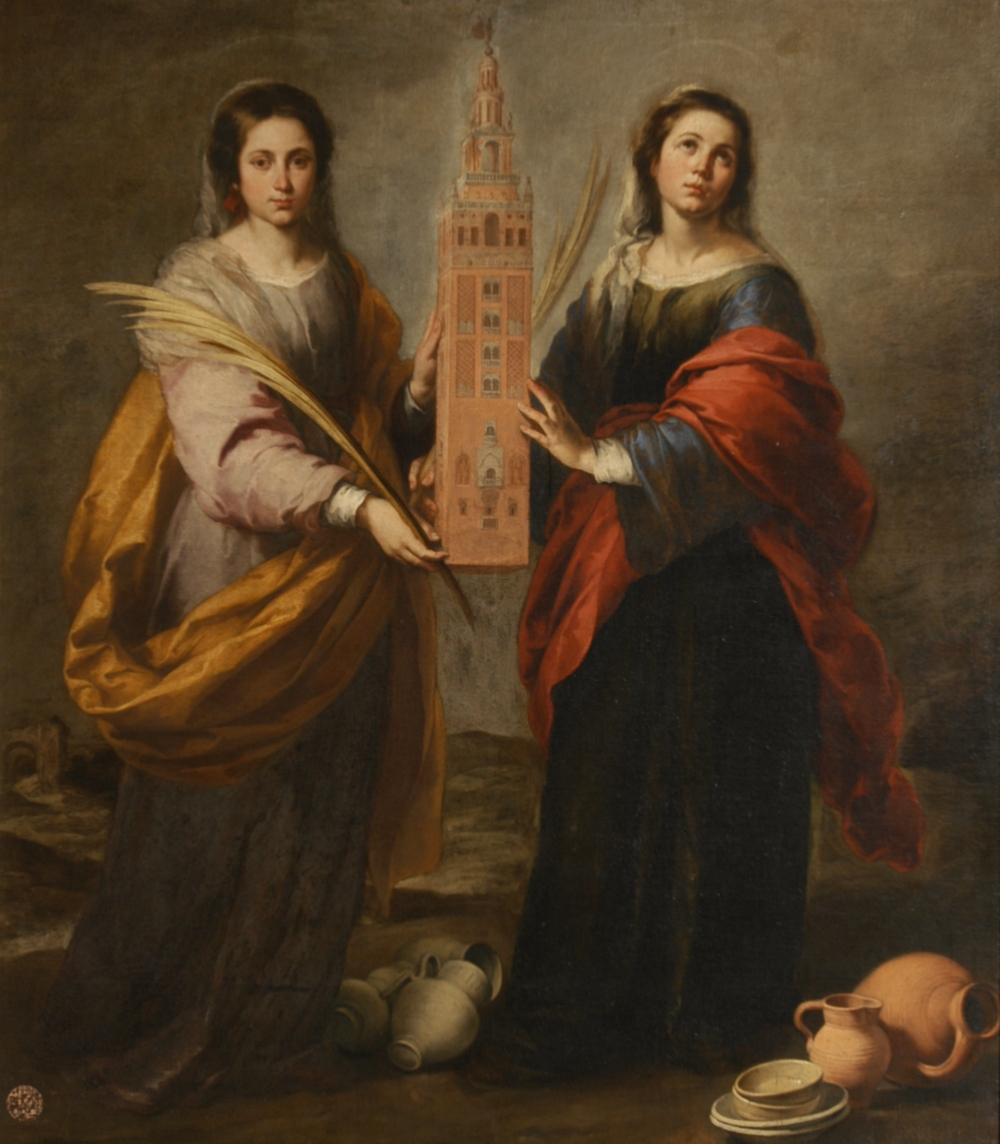
ムリーリョ「聖ユスタと聖ルフィーナ」（1606年作、セビリア美術館蔵）